# Культура Донецкой области
Культура Донецкой области

## Театры
- Донецкий национальный академический театр оперы и балета имени А. Б. Соловьяненко,
- Донецкий академический украинский музыкально-драматический театр,
- Донецкий областной русский драматический театр (г. Мариуполь),
- Донецкий областной академический русский театр юного зрителя (г. Макеевка),
- Донецкий академический областной театр кукол,
- Мариупольский театр кукол.

## Филармонии
- Донецкая областная филармония.

## Цирки
- Донецкий государственный цирк «Космос».

## Планетарии
- Донецкий планетарий.

## Музеи

### Городские музеи
- Донецкий областной краеведческий музей,
- Донецкий областной художественный музей,
- Мариупольский краеведческий музей,
- Мариупольский художественный музей имени Куинджи,
- Мариупольский музей народного быта,
- Мариупольский музей истории и этнографии греков Приазовья,
- Макеевский художественно-краеведческий музей,
- Горловский художественный музей,
- Горловский музей истории города,
- Горловский музей миниатюрной книги имени В. А. Разумова,
- Краматорский художественный музей,
- Музей истории города Краматорска,
- Славянский краеведческий музей,
- Енакиевский исторический музей,
- Амвросиевский районный историко-краеведческий народный музей,
- Константиновский краеведческий музей,
- Артемовский краеведческий музей,
- Торезский музей имени А. Г. Стаханова,
- Снежнянский музей боевой славы,
- Музей истории города Харцызска,
- Красноармейский краеведческий музей,
- Дружковский художественный музей,
- Дебальцевский музей истории города,
- Волновахский краеведческий музей,
- Донецкий выставочный центр «Эксподонбасс»,
- Донецкая художественная галерея,
- Центр современного искусства и культуры имени А. И. Куинджи.

### Сельские и поселковые музеи
- Музей П. М. Ангелиной (пгт. Старобешево),
- Музей Г. Я. Седова (пгт. Седово, Новоазовского района),
- Музей Великоанадольского леса (пгт. Графское Волновахского района),
- Музей истории села Придорожное Старобешевского района,
- Музей народной архитектуры, быта и детского творчества (с. Прелесное Славянского района),
- Музей С. С. Прокофьева (с. Красное Красноармейского района),
- Музей В. И. Немировича-Данченко (с. Нескучное Великоновоселковского района),
- Музей истории села Старомлиновка Великоновоселковского района.

## Религия
На территории Донецкой области по состоянию на 1 апреля 2009 года с правом юридического лица действуют 1566 религиозных организаций, а именно: 1500 религиозных общин, 20 религиозных центров и управлений, 10 монастырей, 1 Лавра, 23 миссии, 1 братство, 11 высших духовных учебных заведений, а также мечеть и синагога.

### Монастыри
- Святогорская Свято-Успенская Лавра
- Свято-Успенский Николо-Васильевский монастырь в селе Никольское Волновахского района объединяет в себе:
  - Свято-Васильевский мужской монастырь
  - Свято-Николаеский женский монастырь
- Свято-Касперовский женский монастырь
- Свято-Иверский женский монастырь
- Свято-Сергиевский женский монастырь в селе Сергиевка Славянского района
- Успенский Святогорский мужской монастырь УПЦ КП в городе Славянске
- Монастырь УГКЦ в городе Донецке
- Монастырь УГКЦ в пос. Звановка Артёмовского района

### Соборы и церкви — памятники архитектуры
- Троицкий собор (г. Бахмут, 1746),
- Собор Александра Невского (г. Славянск, 19 в.),
- Иоанновская церковь (г. Константиновка, 1898—1900),
- Покровский собор (г. Горловка),
- Церковь Рождества Богородицы (с. Андреевка Великоновоселковского района, 1795—1797),
- Церковь Рождества Богородицы (пгт. Новоэкономическое Покровского района, 1799),
- Михайловская церковь (с. Новомихайловка Марьинского района, 1837),
- Преображенская церковь (с. Коньково Тельмановского района, 1846),
- Иоанно-Богословская церковь (с. Васильевка Амвросиевского района, 1905),
- Петропавловская церковь (с. Красное Покровского района, 1840),
- Вознесенская церковь (с. Новотроицкое Покровского района, 1893),
- Церковь Владимирской иконы Божьей Матери (г. Енакиево),
- Троицкая церковь (г. Макеевка),
- Александро-Николаевская церковь (г. Макеевка),
- Николаевская церковь (г. Макеевка),
- Храм святителя Иоанна Златоуста (г. Бахмут).

## Дворцы-памятники архитектуры
- Дворец спорта «Шахтёр» (г. Донецк, 1952),
- Дворец культуры имени Горького (г. Донецк, 1915),
- Дворец культуры имени Франко (г. Донецк, 1927),
- Дворец металлургического завода (г. Макеевка, 1959),
- Дворец культуры и техники (г. Донецк) — ДК ш."Октябрьская".

## Дворцы культуры города Донецка
В городе Донецке 28 ведомственных Дворцов культуры, образующих городскую сеть в 9 административных районах города.
- ДК им. Г.Петровского 1927 г.; Зал на 600 мест
- ДК шахты «Трудовская» 1954 г.; Зал на 200 мест
- ДК им. Маяковского 1955 г.; Зал на 300 мест
- Городской ДК 1957 г.; Зал на 400 мест
- Дворец творчества детей и юношества им. А. М. Горького 1976 г. (восстановлен 1982)г.; Зал на 300 мест
- ДК «Родина» 1967 г.; Зал на 600 мест
- ДК шахты «Абакумова» 1957 г.; Зал на 500 мест
- ДК шахты «Лидиевка» 1952 г.; Зал на 400 мест
- ДК им. Островского (шахты «Кировская») 1952 г.; Зал на 400 мест
- ДК им. Франко 1927 г.; Зал на 900 мест
- ДК Коксохимзавода им. Кирова 1965 г.; Зал на 400 мест
- ДК «Смолянка» 1935 г.; Зал на 400 мест
- ДК им. В.Куйбышева 1953 г.; Зал на 500 мест
- ДК им. Т. Г. Шевченко 1956 г.; Зал на 300 мест
- ДК шахты «Октябрьская» 1972 г.; Зал на 580 мест
- ДК «Металлургов» 1929 г.; (рек. 1967) Зал на 900 мест
- ДК завода «Донецкгормаш» им. XXI КПСС 1954 г.; Зал на 500 мест
- ДК им. Горького ш/у «Красная звезда» 1955 г.; Зал на 400 мест
- ДК им. Ильича 1935 г.;
- ДК им. Ленина «Провиданская» 1937 г.; Зал на 300 мест
- ДК «Юбилейный» 1972 г.; Зал на 600 мест
- ДК им. М. Калинина 1938 г.; (рек. 1948, 1954)
- ДК им. Горького при шахты А.Засядько 1956 г.; Зал на 400 мест
- Дворец молодёжи «Юность» 1970 г.; Зал на 1100 мест
- ДК «Строителей» им. Т. Г. Шевченко 1929 г.; Зал на 300 мест
- ДК им. Пушкина 1937 г.; Зал на 540 мест
- ДК «Заперевальный» 1975 г.; Зал на 600 мест
- ДК «Треналовка» 1953 г.; Зал на 300 мест

## Другие памятники архитектуры
- Железнодорожный вокзал (г. Дебальцево, 1878),
- Дом купецкого собрания (г. Мариуполь, 1887),
- Водонапорная башня (г. Мариуполь),
- Жилищный комплекс металлургического завода имени Ильича (г. Мариуполь, 1954—1956),
- Лабораторный корпус Славянского курорта (г. Славянск, 1901),
- Политехнический институт (г. Донецк, 1928—1929),
- Государственный музыкально-педагогический институт (г. Донецк, 1932),
- Областная библиотека имени Крупской (г. Донецк, 1936),
- Государственный театр оперы и балета (г. Донецк, 1941),
- Железнодорожный вокзал (г. Ясиноватая, 1952),
- Музей НГИ (г. Макеевка, 1902—1904),
- Банк (г. Макеевка, 1938—1939),
- Дом настоятеля монастыря (г. Святогорск, 1900),
- Гостиница монастыря (г. Святогорск, 1877),
- Трапезная монастыря (г. Святогорск, 1847—1851);
- Дома-усадьбы в селах:
  - Нескучное Великоновоселковского района,
  - Зеленое Добропольского района (1887—1914),
  - Прелесное Славянского района (19 в.).

## Мемориальные комплексы
- Саур-Могила (с. Сауровка Шахтерского района).

## Памятники археологии
- Мариупольский могильник (поздний неолит),
- Стоянка Амвросиевское костище (поздний палеолит),
- Стоянка в селе Звановка Артёмовского района (поздний палеолит),
- Неолитические штольни в пгт Широкое (г. Харцызск),
- Святогорское городище (раннее Средневековье, салтовская культура),
- Таплинское городище в с. Богородичное Славянского района (раннее средневековье, салтовская культура);
- городища средневековья, салтовской культуры и Киевской Руси:
  - Сидоровское городище (Великое) (с. Сидорово Славянского района),
  - Царево городище (с. Маяки Славянского района),
  - Маяцкое городище(с. Маяки Славянского района),
  - Маде (г. Красный Лиман);
- курганные могильники в селах:
  - Колоски Старобешевского района,
  - Федоровка Тельмановского района,
  - Гранитное — посёлок Тельмановского района,
  - Петровское Старобешевского района.

## Геральдика
Герб Донецкой области появился в 1999 году. До появления областного герба в справочнике «Геральдика Украины» Донецкую область означали гербом села Хомутово.
Из городов Донецкой области первый городской герб появился у Бахмута. В советские годы появились гербы большинства городов Донецкой области, но они большей частью не были официально утверждены. В 1990-е — 2000-е годы разрабатываются новые варианты гербов, которые официально принимаются в качестве городских гербов решениями городских советов.
Первым сельским официальным гербом в Донецкой области стал герб Стылы. Он был утверждён в 1996 году. Всего в области более пятидесяти сельских гербов — самое большое количество сельских гербов по сравнению с другими областями.